# Jacksonville (Arkansas)
|  | Dieser Artikel wurde aufgrund von inhaltlichen Mängeln auf der Qualitätssicherungsseite des Projektes USA eingetragen. Hilf mit, die Qualität dieses Artikels auf ein akzeptables Niveau zu bringen, und beteilige dich an der Diskussion! Eine nähere Beschreibung der zu behebenden Mängel fehlt. |

Jacksonville ist eine Stadt im Pulaski County im US-amerikanischen Bundesstaat Arkansas mit 28.364 Einwohnern (Stand: 2010).
Das Stadtgebiet hat eine Größe von 68,8 km².

## Söhne und Töchter der Stadt
- Homer Martin Adkins (1890–1964), zwischen 1941 und 1945 Gouverneur von Arkansas
- Rocky Gray (* 1974), Schlagzeuger der Heavy-Metal-Band Machina
- Masuimi Max (1978–2024), Fetischmodel und Schauspielerin
- Kris Allen (* 1985), Singer-Songwriter
- Lexi Weeks (* 1996), Stabhochspringerin